# 小笠原歩
小笠原 歩（おがさわら あゆみ、旧姓：小野寺、1978年11月25日 - ）は、北海道常呂郡常呂町（現北見市）出身の日本の女性カーリング選手で、社団法人日本カーリング協会 (JCA) の元強化指定選手。2002年ソルトレイクシティ冬季オリンピック、2006年トリノ冬季オリンピック、2014年ソチ冬季オリンピックカーリング競技女子日本代表。2020年現在、日本カーリング協会理事。

## 人物
1997年札幌学院大学人文学部英語英米学科入学。2001年、同校を卒業。身長155cm、体重47kg。血液型A型。右利き。2006年、トリノオリンピック閉幕後に結婚し小笠原姓となった。2009年8月に第1子を出産。2010年11月に現役復帰した。

## 来歴

### シムソンズ
- 中学時代に同級生の加藤章子（現姓：関和）、林弓枝（現姓：船山）らとともにカーリングチーム「シムソンズ」を結成。
- 高校時代から堀(小仲)美香（現姓：松沢）が「シムソンズ」に加入。

1996年
- 3月、第9回世界ジュニアカーリング選手権[リンク切れ]出場。最終順位は5位。

1997年
- 3月、第10回世界ジュニアカーリング選手権[リンク切れ]出場。最終順位は5位。

1998年
- 3月、第11回世界ジュニアカーリング選手権[リンク切れ]出場。最終順位は2位。日本カーリング史上初となる世界大会のメダル（銀）を獲得した。

1999年
- 3月、第12回世界ジュニアカーリング選手権[リンク切れ]出場。最終順位は2位。

2001年
- 3月15日（～16日）、2002年ソルトレイクシティ冬季オリンピックカーリング女子日本代表チーム選考会[2]にて勝利。同五輪日本代表権を獲得した。
- 3月31日～4月8日、第23回世界カーリング選手権[リンク切れ]出場。最終順位は7位。

2002年
- 2月9日～22日、ソルトレイクシティー冬季オリンピック出場。最終順位は8位。
- 2月27日～3月4日、第19回日本カーリング選手権出場。最終順位は3位。
- 3月、「シムソンズ」のチームメイトである林とともに、次期冬季五輪に向けてカーリング選手の強化を図っていた青森県へ移住。両名共に青森市文化スポーツ振興公社臨時職員として、競技の続行と2006年トリノ冬季オリンピックへの出場を目指した。
- 11月、第5回冬季アジア大会出場チーム選出トライアルに出場し敗退。同トライアル出場を最後に「シムソンズ」は解散した。

### RingoStars
2003年
- 2月25日～3月2日、第20回日本カーリング選手権出場。最終順位は3位。なお「RingoStars」（小野寺、林、澤田真人香、澤田優嗣子）[3]は、来期より目黒、寺田の両名が合流することが既に決定していたため、1シーズン限定で結成されたチームである。（小野寺（=小笠原）の自伝「カーリング魂。」による）

### フォルティウス～チーム目黒～青森県協会～チーム青森
（※チーム名の変更は日本カーリング協会の規約改定に準じて行われた）
2003年
- 4月、小野寺、林の他に北海道南富良野のジュニアチーム「空知こざくら」のメンバーであった目黒萌絵、寺田桜子を加えた4名で「フォルティウス（後の「チーム青森」）」を結成[4]。

2004年
- 2月、第21回日本カーリング選手権優勝。（フォルティウス）
- 3月、日本代表候補強化合宿兼選考会にて優勝。（チーム目黒）
- 11月、第14回パシフィックカーリング選手権優勝。 翌年の第27回世界カーリング選手権大会の出場権を獲得。この時点で日本カーリング協会は「チーム目黒」を2006年トリノ冬季オリンピックカーリング競技女子日本代表の最有力候補と目しており、翌年開催の第22回日本カーリング選手権に優勝し、かつ前述の世界選手権において日本の同五輪カーリング競技（女子）出場権獲得が達成された場合、同チームをトリノ五輪代表に決定する方針を表明していた[5]。

2005年
- 2月、軽井沢国際カーリング選手権優勝。
- 2月23日～27日 、第22回日本カーリング選手権出場。最終順位は2位。（青森県協会）
- 第22回日本カーリング選手権における試合結果（予選、決勝リーグともに「チーム土屋（後の「チーム長野」）」に敗戦）を鑑みた日本カーリング協会の協議により、「青森県協会」と「チーム土屋」による代表選考試合の開催が決定[6]。トリノオリンピック・カーリング女子日本代表の内定が取り消される。
- 3月、第27回世界カーリング選手権大会出場。最終順位は9位。この結果、日本女子カーリングチームの2006年トリノ冬季オリンピック出場権を獲得（過去3年間の同選手権における国別ポイントの累積による）。
- 4月、本橋麻里が「青森県協会（=チーム青森）」に正式加入。
- 同年11月23日、日本カーリング協会主催によるトリノオリンピックカーリング女子日本代表チーム選考会に出場。第1戦で「チーム長野」に勝利しトリノ五輪日本代表権を獲得。なお同選考会では、国際試合の実績で勝る「チーム青森」は1勝、「チーム長野」は2勝をあげることが代表権獲得の条件としてそれぞれ課せられていた。

2006年
- 2月、トリノ冬季オリンピックカーリング競技（女子）[7]出場。最終順位は7位。
- 3月、第23回日本カーリング選手権優勝。（チーム青森）
- 3月21日、青森市内で開かれたトリノオリンピック市民報告会にて「北海道に戻り休養する」旨を発表[8]。
- 3月31日、青森市文化スポーツ振興公社を退職[9]。
- 5月17日、競技生活の第一線から一旦離れ、カーリングの普及活動に尽力していく意向を発表[10]。

### チーム青森離脱後
2006年
- 11月21日から26日にかけて西東京市ダイドードリンコアイスアリーナで行われた第16回パシフィックカーリング選手権大会において、林弓枝とともにゲスト解説員として場内音声中継を行った[11]。

2007年
- 3月、青森市で開催された第29回世界女子カーリング選手権の開会式において、林とともにファーストロック（始球式に相当）のスイーパーを務めた[12]。
- 10月28日、長野五輪男子カーリング競技代表の敦賀信人をパートナーとし、同年より国内で新たに導入される新種目「ミックスダブルス」にて競技に復帰する意思を表明[13]。また、結婚後も前述の第29回世界カーリング選手権などの場において旧姓を用いていた（紹介されていた）が、同種目出場に際しては小笠原姓で選手登録を行っている。

### 現役復帰
2010年
- Sports Graphic Number764号に掲載された松原孝臣によるインタビューにおいて、再び船山（旧姓：林）弓枝とチームを組んでの現役復帰を表明した。バンクーバーオリンピックにおいて、自分と同年代から年上の女子カーリング選手が結婚・出産を経た後に活躍したことに刺激を受けたこと、日本においても子育てをしながら現役で活躍する姿を見せることがカーリングの普及につながると考えたことを理由として挙げた[14]。
- 11月8日、北海道銀行（札幌市）が小笠原と船山のカーリング競技のサポートを行うことを発表[15]。同日、北海道銀行本店にて、チームを組む船山、吉田知那美（元・ROBINS）と堰八義博北海道銀行頭取とともに記者会見を行なった。北海道銀行チームとして競技への復帰は2011-2012年シーズンからの予定[16]。

2011年
- 1月29日から30日、札幌カーリング協会主催の「2010年度協会長杯カーリング大会」に、船山、吉田と長野五輪男子代表の佐藤浩の4名による「チーム佐藤」として出場し、3位入賞[17][18]。
- 4月25日、北海道銀行本店にて、新チーム「北海道銀行フォルティウス」とチームユニフォーム、ロゴの発表記者会見を行った。また、チームの4人目のメンバーとして、吉田と同じくROBINSの元メンバーで、中京大学2年の小野寺佳歩の加入が、また、コーチに佐藤浩が就任することが発表された[19]。

2013年
- 小笠原が所属する北海道銀行は、9月に行われた全農・カーリングソチオリンピック世界最終予選日本代表決定戦にのぞみ、決勝で中部電力を破って日本代表となった[20]。試合後、小笠原は涙をみせ「日本一になれてうれしいと同時に信じられない」と語った[21]。
- 12月に行われたカーリングソチオリンピック世界最終予選にのぞみ、順調に勝ち進むも中国に大敗し、プレーオフラウンドにて再度中国と戦うも僅差で敗れノルウェーとぶつかって勝ちソチオリンピック進出の最後の切符をもぎ取った。[22]。

2014年
- 1月15日、ソチオリンピックの開会式旗手に選ばれた[23]。
- 2月のオリンピック本戦では1次リーグ突破こそ逃したが、過去最高タイとなる5位入賞に貢献した。閉会式でも旗手を務めた。

2017年
- 2月5日、日本カーリング選手権で4位に終わったことで北海道銀行は平昌オリンピック出場を逃し、競技者として一線を退く可能性を表明した[24]。
- 4月の世界ミックスダブルス選手権2017では阿部晋也と組み出場したが、3勝4敗のグループ4位で予選リーグ敗退。

2018年
- 6月30日、北海道銀行フォルティウスを退団[25]。

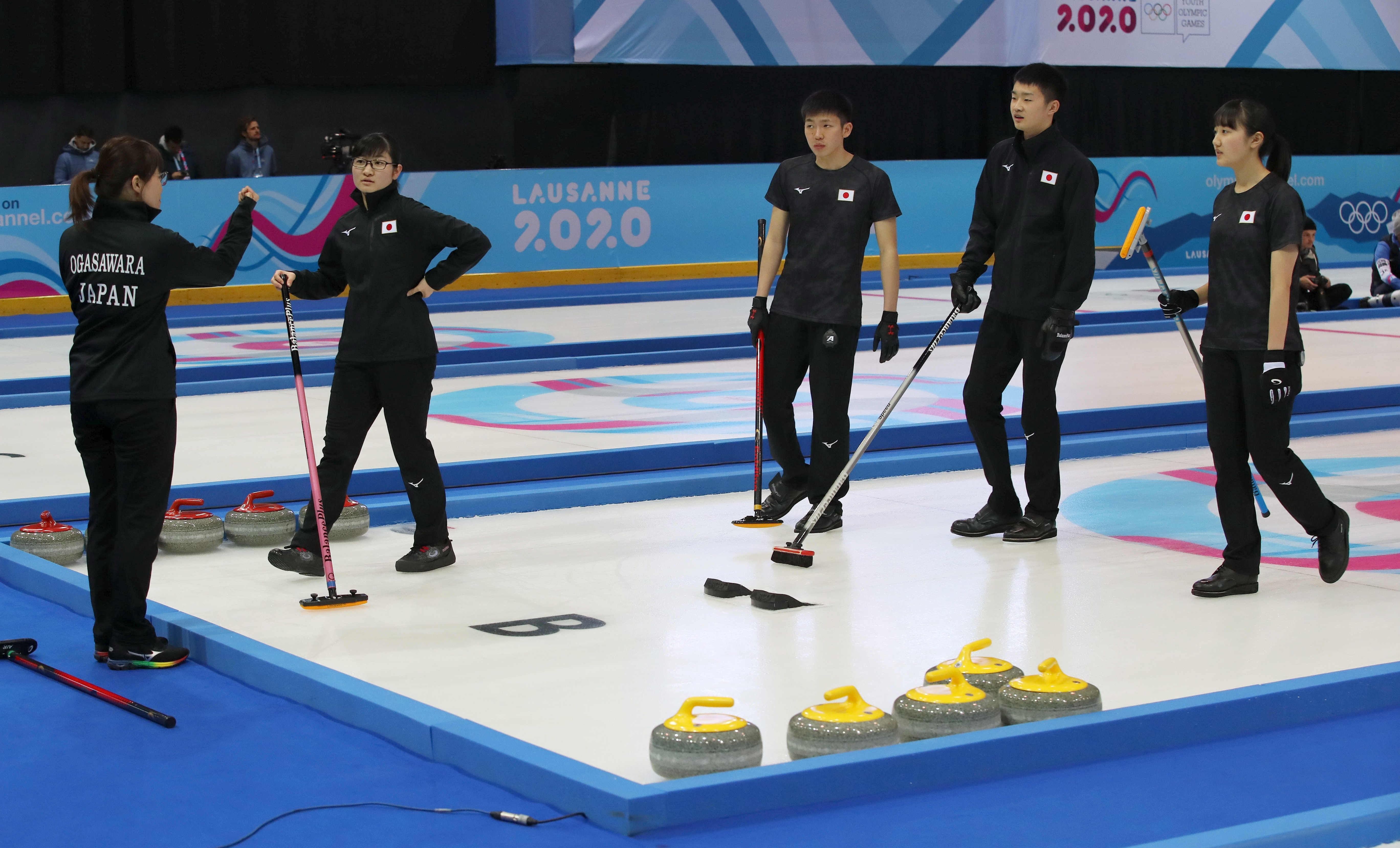
2020年冬季ユースオリンピックで日本チームと

### 引退後
2020年、五輪経験者として初めて、日本カーリング協会 (JCA) の理事に就任。
2022年5月、コーチとして率いた女子・SC軽井沢クラブJr.が「2022年世界ジュニアカーリング選手権大会」で初優勝。

## 主な成績
シムソンズ
1994年
- 第2回日本ジュニアカーリング選手権（北海道・常呂町）：優勝

1995年
- 第14回北海道カーリング選手権（北海道・札幌市）：3位
- 第3回日本ジュニアカーリング選手権（北海道・常呂町）：準優勝
- 第12回日本カーリング選手権（長野県・軽井沢町）：3位

1996年
- 第15回北海道カーリング選手権（北海道・常呂町）：優勝
- 第4回日本ジュニアカーリング選手権（北海道・常呂町）：優勝
- 第13回日本カーリング選手権（長野県・軽井沢町）：3位
- 第9回世界女子ジュニアカーリング選手権[リンク切れ]（カナダ・レッドディアー）：5位
- 第5回日本ジュニアカーリング選手権（北海道・常呂町）：優勝

1997年
- 第16回北海道カーリング選手権（北海道・常呂町）：優勝
- 第14回日本カーリング選手権（長野県・軽井沢町）：2位
- 第10回世界女子ジュニアカーリング選手権[リンク切れ]（日本・軽井沢町）：5位

1998年
- 第17回北海道カーリング選手権（北海道・常呂町）：2位
- 第15回日本カーリング選手権（北海道常呂町）：2位
- 第11回世界女子ジュニアカーリング選手権[リンク切れ]（カナダ・サンダーベイ）：準優勝
- 第8回パシフィックカーリング選手権パシフィック選手権[リンク切れ]（カナダ・クオーリーカムビーチ）：優勝

1999年
- 第16回日本カーリング選手権（北海道・常呂町）：優勝
- 第7回日本ジュニアカーリング選手権（長野県・軽井沢町）：優勝
- 第12回世界女子ジュニアカーリング選手権[リンク切れ]（スウェーデン・エステルスンド）：準優勝
- 第21回世界女子カーリング選手権[リンク切れ]（カナダ・セント・ジョン）：9位
- 第9回パシフィックカーリング選手権[リンク切れ]（日本・常呂町）：優勝

2000年
- 第19回北海道カーリング選手権（北海道・常呂町）：優勝

2001年
- 第20回北海道カーリング選手権（北海道・常呂町）：優勝
- 第18回日本カーリング選手権（北海道・常呂町）：優勝
- 第23回世界女子カーリング選手権[リンク切れ]（スイス・ローザンヌ）：7位
- 第11回パシフィックカーリング選手権[リンク切れ]（韓国・全州）：2位

2002年
- ソルトレイクシティオリンピックカーリング競技（米国・ユタ州）：8位
- 第19回日本カーリング選手権（北海道・常呂町）：3位

RingoStars
2003年
- 第20回日本カーリング選手権（長野県・軽井沢町）：3位

フォルティウス～チーム目黒～青森県協会～チーム青森
2004年
- 第21回日本カーリング選手権（北海道・妹背牛町）：優勝
- 第14回パシフィックカーリング選手権（韓国・全州）：優勝

2005年
- 軽井沢国際カーリング選手権：優勝
- 第22回日本カーリング選手権（長野県・軽井沢町）：2位
- 第27回世界女子カーリング選手権（スコットランド・ペイズリー）：9位

2006年
- トリノ冬季オリンピックカーリング競技（イタリア・トリノ）：7位
- 第23回日本カーリング選手権（青森県・青森市）：優勝

北海道銀行フォルティウス
2012年
- 第29回日本カーリング選手権（青森県・青森市）：4位

2013年
- 第30回日本カーリング選手権（北海道・札幌市）：2位
- ソチオリンピック世界最終予選日本代表決定戦（北海道・札幌市）：優勝、ソチ五輪最終予選の日本代表に決定
- パシフィックアジアカーリング選手権（北海道・札幌市）：3位
- ソチ五輪最終予選[リンク切れ]（ドイツ・フュッセン）：2位　プレーオフで中国に敗れるも、ノルウェーを下し3回目のオリンピック出場を決定する

## チーム

### 4人制女子
| シーズン | スキップ | サード     | セカンド   | リード                | リザーブ              | 主な大会                |
| -------- | -------- | ---------- | ---------- | --------------------- | --------------------- | ----------------------- |
| 1996-97  | 林弓枝   | 小野寺歩   | 堀美香     | 小林愛                |                       | [ 30 ]                  |
| 1997-98  | 林弓枝   | 小野寺歩   | 堀美香     | 小林愛                | 小林奈穂美            | [ 31 ]                  |
| 1998-99  | 加藤章子 | 丹羽明美   | 小野寺歩   | 堀美香                | 林弓枝                | WWCC 1999               |
| 1999-00  | 加藤章子 | 林弓枝     | 小野寺歩   | 堀美香                |                       | [ 33 ]                  |
| 2000-01  | 加藤章子 | 林弓枝     | 小野寺歩   | 小仲美香              | 岡崎ゆかり            | WWCC 2001               |
| 2001-02  | 加藤章子 | 林弓枝     | 小仲美香   | 小野寺歩              | 石崎琴美              | OG 2002                 |
| 2002-03  | 小野寺歩 | 林弓枝     | 澤田真人香 | 澤田優嗣子            |                       | [ 36 ]                  |
| 2003-04  | 目黒萌絵 | 林弓枝     | 小野寺歩   | 寺田桜子              |                       | [ 37 ]                  |
| 2004-05  | 林弓枝   | 小野寺歩   | 本橋麻里   | 寺田桜子              | 小林愛                | PCC 2004, WWCC 2005     |
| 2005-06  | 小野寺歩 | 林弓枝     | 本橋麻里   | 目黒萌絵              | 寺田桜子              | OG 2006                 |
| 2011–12  | 小笠原歩 | 船山弓枝   | 小野寺佳歩 | 苫米地美智子          | 吉田知那美            | [ 41 ]                  |
| 2012–13  | 小笠原歩 | 船山弓枝   | 小野寺佳歩 | 吉田知那美            | 苫米地美智子          | [ 42 ]                  |
| 2013–14  | 小笠原歩 | 船山弓枝   | 小野寺佳歩 | 苫米地美智子          | 吉田知那美            | PACC 2013, OQE, OG 2014 |
| 2014–15  | 小笠原歩 | 吉村紗也香 | 小野寺佳歩 | 船山弓枝 / 近江谷杏菜 | 近江谷杏菜 / 井田莉菜 | PACC 2014,WWCC 2015     |
| 2015–16  | 小笠原歩 | 吉村紗也香 | 小野寺佳歩 | 近江谷杏菜            | 船山弓枝              | [ 45 ]                  |
| 2016–17  | 小笠原歩 | 船山弓枝   | 吉村紗也香 | 小野寺佳歩            | 近江谷杏菜            | [ 46 ]                  |
| 2017–18  | 小笠原歩 | 小野寺佳歩 | 船山弓枝   | 近江谷杏菜            | 吉村紗也香            | [ 47 ]                  |

## 出版物

### 書籍
- 「カーリング魂。」小野寺歩著(小学館、2007年) ISBN 4093877084

### 雑誌
- Sports Graphic Number 653号(2006年) 青春ストーン

## その他
- 「シムソンズ」、「チーム青森」、「北海道銀行」でともにプレーした船山弓枝は中学校時代の同級生。また、同じ高校の卒業生である本橋麻里は後輩にあたる。
- 「シムソンズ」の来歴に題材を得て製作された日本映画「シムソンズ」の劇中で、高橋真唯演じる小野菜摘のモデルとなっている。
- 母親もカーリング選手で、第6回世界カーリング選手権チャレンジマッチ（1990年/オスロ）に日本代表チームの一員として出場している。
- 札幌学院大学にはスポーツ推薦ではなく一般入試を受けて入学。また、大学在籍時には「カーリングを理由に留年すること」「成績が悪化した場合の言い訳にカーリングを持ち出すこと」を嫌い、「（海外遠征などで）授業をどんなに休んでも、頑張らないといけないと思った」と語っている[48] 。なお同校卒業に際し、『第二次大戦中におけるハワイの日系二世について』と題した卒業論文を提出している[49]。
- 2010年2月20日、NHK BS1 「バンクーバーオリンピック BSオリンピックセレクション」に解説者として久しぶりにテレビメディアに出演した。
（「カーリングスペシャル」カーリング 女子・予選リーグ「日本」対「アメリカ」、「日本」対「カナダ」、「日本」対「中国」）